# بيتر ويليم بوتا
بيتر ويليم بوتا (بالأفريقانية: Pieter Willem Botha) ‏(12 يناير 1916 - 31 أكتوبر 2006)، ويُعرف ايضاً بـالتمساح الكبير وهو زعيم جنوب أفريقيا بالفترة من 1978 إلى سنة 1989، فقد شغل منصِّب رئيس وزراء آخر رئيس وزراء من (1978 - 1984) وأول رئيس لجنوب افريقيا من (1984 - 1989)
انتُخب بوتا لأول مرة للبرلمان في عام 1948، وكان معارضًا صريحًا لحكم الأغلبية والشيوعية العالمية. ومع ذلك، قدّمت إدارته تنازلات من أجل الإصلاح السياسي، في حين شهدت الاضطرابات الداخلية انتهاكات واسعة النطاق لحقوق الإنسان على يد الحكومة. استقال بوتا من منصب زعيم الحزب الوطني الحاكم في فبراير 1989 بعد إصابته بجلطة دماغية، ثم أُجبر بعد ستة أشهر على ترك الرئاسة.
في استفتاء الأبارتايد عام 1992 الذي أجراه فريديريك ويليم دي كليرك، خاض بوتا حملة من أجل التصويت بالرفض وشجب إدارة دي كليرك باعتبارها عديمة المسؤولية لتمهيدها الطريق أمام حكم الأغلبية السوداء. في أوائل عام 1998، رفض بوتا الإدلاء بشهادته في لجنة الحقيقة والمصالحة في ظل حكومة مانديلا، إذ كان مدعومًا من حزب المحافظين اليميني الذي اعترض على حكمه في وقت سابق باعتباره المعارضة الرسمية. حُكم على بوتا بدفع غرامة لرفضه وبالسجن مع وقف التنفيذ لارتكابه جرائم ضد الإنسانية، ثم أُلغي الحكم عند الاستئناف. قبل وفاته بوقت قصير في أواخر عام 2006، جدّد معارضته للديمقراطية القائمة على المساواة لصالح نظام كونفدرالي قائم على مبادئ «الأبارتايد».

## نشأته وتعليمه
وُلد بيتر ويليم بوتا في مزرعة في منطقة بول رو في مقاطعة أورنج فري ستيت (مقاطعة فري ستيت حاليًا)، لأبوين أفريقان. قاتل والده، بيتر ويليم بوتا الأب، في قوات الكوماندوز ضد البريطانيين في حرب البوير الثانية. احتُجزت والدته، هندرينا كريستينا بوتا (ويت قبل الزواج)، في معسكر اعتقال بريطاني خلال الحرب.
التحق بوتا في البداية بمدرسة بول رو وتخرج من مدرسة فورتريكر الثانوية في بيت لحم بجنوب أفريقيا. في عام 1934، التحق بكلية غراي الجامعية (جامعة الولاية الحرة حاليًا) في بلومفونتين لدراسة القانون، لكنه تركها مبكرًا في سن العشرين من أجل امتهان السياسة. بدأ العمل في الحزب الوطني كمنظم سياسي في مقاطعة الكاب المجاورة. في الفترة التي سبقت الحرب العالمية الثانية، انضم بوتا إلى منظمة أوسيوابراندواغ وهي مجموعة قومية أفريقانية يمينية كانت متعاطفة مع الحزب النازي الألماني، ولكن بعد أشهر من الهجوم الألماني على الاتحاد السوفيتي، أدان بوتا منظمة أوسيوابراندواغ وغيّر ولاءه الأيديولوجي إلى القومية المسيحية.
في عام 1943، تزوّج بوتا آنا إليزابيث روسو (إليز). وأنجبا ولدين وثلاث فتيات.

## مسيرته في البرلمان
في سن الثلاثين، انتُخب بوتا رئيسًا لشباب الحزب الوطني في عام 1946، وبعد عامين انتُخب لمجلس النواب لتمثيل بلدة جورج في مقاطعة الكاب الجنوبية في الانتخابات العامة التي شهدت بداية حكم الحزب الوطني الذي استمر ستة وأربعين عامًا. كان جايكوب بيتروس مارياس من الحزب المتحد خصمه في انتخابات عام 1948. في عام 1958، عيَّن هندريك فيرورد بوتا نائبًا لوزير الداخلية، وفي عام 1961 شغل منصب وزير شؤون الملونين، ثم عيَّنه خلف فيرورد، جون فورستر، وزيرًا للدفاع عند مقتل فيرورد في عام 1966. بلغت قوات الدفاع الجنوب أفريقية ذروتها تحت قيادة بوتا التي استمرت 14 عامًا، إذ استهلكت في بعض الأحيان 20% من الميزانية الوطنية، مقارنة بنسبة 1.3% في عام 1968، وشاركت في حرب الحدود الجنوب أفريقية. عندما استقال فورستر بعد الادعاءات المتعلقة بتورطه في فضيحة مولدرغيت في عام 1978، انتُخب بوتا خلفًا له من قبل مؤتمر الحزب الوطني، متفوقًا على وزير الخارجية بيك بوتا البالغ من العمر 45 عامًا والمفضل لدى الناخبين. في الاقتراع الداخلي الأخير، تغلّب بوتا على كوني مولدر -الذي حملت الفضيحة اسمه- بفارق ضئيل في الأصوات 78–72.
كان بوتا حريصًا على تعزيز الإصلاح الدستوري، ويأمل في تنفيذ شكل من أشكال النظام الفيدرالي في جنوب أفريقيا من شأنه أن يعزّز «الحكم الذاتي» في الأوطان السوداء (أو البانتوستانات)، مع الحفاظ على سيادة الحكومة المركزية البيضاء، وتوسيع حقوق الملونين (الجنوب أفريقيين من أصول مختلطة) والآسيويين من أجل زيادة دعم الحكومة. قال بوتا في مجلس النواب عند سنّ الإصلاحات «إما أن نتكيّف وإما أن نموت».
عقب تولّيه منصب رئيس الوزراء، احتفظ بوتا بحقيبة الدفاع حتى أكتوبر 1980، عندما عيّن قائدَ قوات الدفاع الجنوب أفريقية، الجنرال ماغنوس مالان، خلفًا له. منذ توليه منصب رئاسة الوزراء، اتّبع بوتا سياسة عسكرية طموحة تهدف إلى زيادة قدرة جنوب أفريقيا العسكرية، إذ سعى إلى تحسين العلاقات مع الغرب -خاصة الولايات المتحدة- ولكن النتائج كانت متباينة. وجادل بأن الحفاظ على حكومة الفصل العنصري -رغم عدم شعبيتها- يمثّل عاملًا حاسمًا لوقف مد الشيوعية الأفريقية التي أحرزت تقدّمًا في أنغولا وموزمبيق المجاورتين بعد حصول هاتين المستعمرتين البرتغاليتين السابقتين على الاستقلال.

## روابط خارجية
- بيتر ويليم بوتا على موقع الموسوعة البريطانية (الإنجليزية)
- بيتر ويليم بوتا على موقع مونزينجر (الألمانية)
- بيتر ويليم بوتا على موقع إن إن دي بي (الإنجليزية)